# سن-ژروه، کبک
سن-ژروه (به فرانسوی: Saint-Gervais) شهری در منطقه شهری بلشاس ناحیه شودییر-آپالاش در استان کبک کانادا است. در سرشماری سال ۲۰۱۱ این شهر ۱٬۹۰۵ نفر جمعیت داشته‌است و مساحت آن ۸۷٫۲۳ کیلومتر مربع است.